# Zuidwestfaals voetbalkampioenschap 1924/25
In 1924/25 werd het derde Zuidwestfaals voetbalkampioenschap gespeeld, dat georganiseerd werd door de West-Duitse voetbalbond. 
De West-Duitse competities werden gespreid over 1924 tot 1926. Er kwam wel ook in 1925 al een eindronde waardoor de kampioenen van de heenronde na dit seizoen mochten aantreden in de eindronde, er vond dus ook geen degradatie plaats omdat er nog een terugronde was in 1925/26.
Sportfreunde Siegen werd kampioen en plaatste zich voor de West-Duitse eindronde. De zeven kampioenen bekampten elkaar in een groepsfase en de club werd voorlaatste.
Tus Gevelsberg nam de naam SuS Gevelsberg aan 

Eppenhauserer FC 1911 fuseerde met SV Schutzpolizei Hagen tot SpVgg Hagen 1911.

## Gauliga
| Plaats | Club                     | Wed. | W | G | V | Saldo | Ptn. |
| ------ | ------------------------ | ---- | - | - | - | ----- | ---- |
| 1.     | Sportfreunde Siegen 1899 | 6    | 6 | 0 | 0 | 19:6  | 12:0 |
| 2.     | SpVgg Hagen 1911         | 6    | 3 | 1 | 2 | 15:10 | 7:5  |
| 3.     | VfB 07 Weidenau          | 6    | 2 | 2 | 2 | 6:8   | 6:6  |
| 4.     | SuS 1908 Gevelsberg      | 6    | 2 | 1 | 3 | 14:15 | 5:7  |
| 5.     | Hagener SC 1905          | 6    | 2 | 0 | 4 | 12:15 | 4:8  |
| 6.     | TuS Wetter 1910          | 6    | 1 | 2 | 3 | 13:17 | 4:8  |
| 7.     | FC 1908 Neheim           | 6    | 1 | 2 | 3 | 8:16  | 4:8  |

|  | Geplaatst voor West-Duitse eindronde |